# Wilhelm Hellmuth-Bräm (Schauspieler, 1864)
Wilhelm Hellmuth-Bräm (6. April 1864 in Hamburg, gestorben vor 1928) war ein Schweizer Theaterschauspieler.

## Leben
Bräm, Sohn des gleichnamigen Schweizer Schauspielers Wilhelm Hellmuth-Bräm (1827–1890) und dessen Frau Laura (geborene Helfferich, 1835–1913), wurde in Berlin von seinem Vater ausgebildet und wirkte als Charakterdarsteller unter anderem an den Stadttheatern in Königsberg, Augsburg, Basel, Köln, Aachen, Kiel, Zürich.
Am 14. April 1886 spielte er in der deutschen Uraufführung der Gespenster den „Pastor Manders“ am Theater Augsburg. Ab Oktober 1891 war er am Stadttheater Zürich engagiert.
1902 war er Oberregisseur des Stadttheaters in Metz, wo er auch als Schauspieler tätig war. 1903 wirkte er in Düsseldorf als Spielleiter und Schauspieler in dem Schauspiel Heimat von Hermann Sudermann und bis 1904 in weiteren Theaterstücken mit. Spätestens ab 1905 bis mindestens 1919 war er in Leipzig tätig.
Zu seinen Rollen zählten „Alba“, „Marinelli“, „Shylock“, „Jago“, „Richard III.“, „Komla“, „Cassius“, „Carlos“, „Graf Traft“ etc. Er hatte eine Schwester Elisabeth (Elise), die ebenfalls als Bühnendarstellerin und Opernsängerin unter anderem in Hannover, Posen und an der Berliner Hofoper tätig war.